# Severo Leonardo Andriani Escofet
Severo Leonardo Andriani Escofet (Barcelona, 6 de noviembre de 1774-Pamplona, 24 de septiembre de 1861) fue un obispo español.

## Biografía
Natural de Barcelona, fue canónigo de la catedral de Gerona y maestrescuela de la de Huesca y, como tal, rector de la universidad. Fungió como senador del reino y obispo de Pamplona desde 1830.
Escribió un Juicio analítico sobre el discurso canónico-legal.
Falleció en Madrid el 24 de septiembre de 1861.